# Mountainbike-Marathon-Weltmeisterschaften
Seit dem Jahr 2003 richtet der Radsport-Weltverband UCI die Mountainbike-Marathon-Weltmeisterschaften (UCI Mountain Bike Marathon World Championships) aus. Die Streckenlänge einer MTB-Marathon-WM beträgt mindestens 80 km, die Fahrzeit beträgt ungefähr vier Stunden.
Die nachfolgenden Veranstaltungen sind an das Wallis (2025), Primiero San Martino di Castrozza (2026), die Haute-Savoie (2027) und an Kapstadt (2028) vergeben.

## Weltmeisterschaften der Männer
| Jahr         | Austragungsort               | Gold                     | Silber               | Bronze               |
| ------------ | ---------------------------- | ------------------------ | -------------------- | -------------------- |
| 2003 Details | Lugano (Schweiz)             | Thomas Frischknecht      | Bart Brentjens       | Carsten Bresser      |
| 2004 Details | Bad Goisern (Österreich)     | Massimo de Bertolis      | Thomas Dietsch       | Bart Brentjens       |
| 2005 Details | Lillehammer (Norwegen)       | Thomas Frischknecht -2-  | Bart Brentjens       | Dario Acquaroli      |
| 2006 Details | Oisans (Frankreich)          | Ralph Näf                | Héctor Leonardo Páez | Roel Paulissen       |
| 2007 Details | Verviers (Belgien)           | Christoph Sauser         | Roel Paulissen       | Thomas Dietsch       |
| 2008 Details | Niederdorf (Italien)         | Roel Paulissen           | Christoph Sauser     | Urs Huber            |
| 2009 Details | Graz/Stattegg (Österreich)   | Roel Paulissen           | Alban Lakata         | Christoph Sauser     |
| 2010 Details | St. Wendel (Deutschland)     | Alban Lakata             | Mirko Celestino      | Burry Stander        |
| 2011 Details | Montebelluna (Italien)       | Christoph Sauser -2-     | Jaroslav Kulhavý     | Mirko Celestino      |
| 2012 Details | Ornans (Frankreich)          | Periklis Ilias           | Moritz Milatz        | Kristián Hynek       |
| 2013 Details | Kirchberg (Österreich)       | Christoph Sauser -3-     | Alban Lakata         | Héctor Leonardo Páez |
| 2014 Details | Pietermaritzburg (Südafrika) | Jaroslav Kulhavý         | Alban Lakata         | Christoph Sauser     |
| 2015 Details | Gröden (Italien)             | Alban Lakata -2-         | Christoph Sauser     | Héctor Leonardo Páez |
| 2016 Details | Laissac (Frankreich)         | Tiago Ferreira           | Alban Lakata         | Kristián Hynek       |
| 2017 Details | Singen (Deutschland)         | Alban Lakata -3-         | Tiago Ferreira       | Daniel Geismayr      |
| 2018 Details | Auronzo di Cadore (Italien)  | Henrique Avancini        | Daniel Geismayr      | Héctor Leonardo Páez |
| 2019 Details | Grächen (Schweiz)            | Héctor Leonardo Páez     | Kristián Hynek       | Samuele Porro        |
| 2020 Details | Sakarya (Türkei)             | Héctor Leonardo Páez -2- | Tiago Ferreira       | Martin Stošek        |
| 2021 Details | Capoliveri (Italien)         | Andreas Seewald          | Diego Arias          | José Pedro Dias      |
| 2022 Details | Haderslev (Dänemark)         | Samuel Gaze              | Andreas Seewald      | Simon Andreassen     |
| 2023 Details | Glasgow (Großbritannien)     | Henrique Avancini        | Martin Stošek        | Lukas Baum           |
| 2024 Details | Snowshoe Mountain (USA)      | Simon Andreassen         | Christopher Blevins  | David Valero         |

## Weltmeisterschaften der Frauen
| Jahr         | Austragungsort               | Gold                       | Silber                 | Bronze                    |
| ------------ | ---------------------------- | -------------------------- | ---------------------- | ------------------------- |
| 2003 Details | Lugano (Schweiz)             | Maja Włoszczowska          | Magdalena Sadłecka     | Sandra Klose              |
| 2004 Details | Bad Goisern (Österreich)     | Gunn-Rita Dahle            | Irina Kalentieva       | Blaža Klemenčič           |
| 2005 Details | Lillehammer (Norwegen)       | Gunn-Rita Dahle -2-        | Blaža Klemenčič        | Petra Henzi               |
| 2006 Details | Oisans (Frankreich)          | Gunn-Rita Dahle -3-        | Petra Henzi            | Elsbeth van Rooy-Vink     |
| 2007 Details | Verviers (Belgien)           | Petra Henzi                | Sabine Spitz           | Pia Sundstedt             |
| 2008 Details | Niederdorf (Italien)         | Gunn-Rita Dahle -4-        | Sabine Spitz           | Pia Sundstedt             |
| 2009 Details | Graz/Stattegg (Österreich)   | Sabine Spitz               | Esther Süss            | Petra Henzi               |
| 2010 Details | St. Wendel (Deutschland)     | Esther Süss                | Sabine Spitz           | Annika Langvad            |
| 2011 Details | Montebelluna (Italien)       | Annika Langvad             | Sabine Spitz           | Esther Süss               |
| 2012 Details | Ornans (Frankreich)          | Annika Langvad -2-         | Gunn-Rita Dahle Flesjå | Esther Süss               |
| 2013 Details | Kirchberg (Österreich)       | Gunn-Rita Dahle Flesjå -5- | Sally Bigham           | Esther Süss               |
| 2014 Details | Pietermaritzburg (Südafrika) | Annika Langvad -3-         | Sabine Spitz           | Tereza Huříková           |
| 2015 Details | Gröden (Italien)             | Gunn-Rita Dahle Flesjå -6- | Annika Langvad         | Sabine Spitz              |
| 2016 Details | Laissac (Frankreich)         | Jolanda Neff               | Sally Bigham           | Sabrina Enaux             |
| 2017 Details | Singen (Deutschland)         | Annika Langvad -4-         | Sabine Spitz           | Gunn-Rita Dahle Flesjå    |
| 2018 Details | Auronzo di Cadore (Italien)  | Annika Langvad -5-         | Maja Włoszczowska      | Gunn-Rita Dahle Flesjå    |
| 2019 Details | Grächen (Schweiz)            | Pauline Ferrand-Prévot     | Blaža Pintarič         | Robyn de Groot            |
| 2020 Details | Sakarya (Türkei)             | Ramona Forchini            | Maja Włoszczowska      | Ariane Lüthi              |
| 2021 Details | Capoliveri (Italien)         | Mona Mitterwallner         | Maja Włoszczowska      | Natalia Fischer Egusquiza |
| 2022 Details | Haderslev (Dänemark)         | Pauline Ferrand-Prévot     | Annie Last             | Jolanda Neff              |
| 2023 Details | Glasgow (Schottland, GB)     | Mona Mitterwallner         | Candice Lill           | Adelheid Morath           |
| 2024 Details | Snowshoe Mountain (USA)      | Mona Mitterwallner         | Sina Frei              | Candice Lill              |

## Medaillenspiegel
Stand: nach der Weltmeisterschaft 2024
| Platz  | Land               | Gold | Silber | Bronze | Gesamt |
| ------ | ------------------ | ---- | ------ | ------ | ------ |
| 1      | Schweiz            | 10   | 5      | 10     | 25     |
| 2      | Österreich         | 6    | 5      | 1      | 12     |
| 3      | Dänemark           | 6    | 1      | 2      | 9      |
| 3      | Norwegen           | 6    | 1      | 2      | 9      |
| 5      | Deutschland        | 2    | 8      | 5      | 15     |
| 6      | Kolumbien          | 2    | 2      | 3      | 7      |
| 7      | Frankreich         | 2    | 1      | 2      | 5      |
| 8      | Belgien            | 2    | 1      | 1      | 4      |
| 9      | Brasilien          | 2    | 0      | 0      | 2      |
| 10     | Polen              | 1    | 4      | 0      | 5      |
| 11     | Tschechien         | 1    | 3      | 4      | 8      |
| 12     | Portugal           | 1    | 2      | 1      | 4      |
| 13     | Italien            | 1    | 1      | 3      | 5      |
| 14     | Griechenland       | 1    | 0      | 0      | 1      |
| 14     | Neuseeland         | 1    | 0      | 0      | 1      |
| 16     | Großbritannien     | 0    | 3      | 0      | 3      |
| 17     | Niederlande        | 0    | 2      | 2      | 4      |
| 18     | Slowenien          | 0    | 2      | 1      | 3      |
| 19     | Südafrika          | 0    | 1      | 3      | 4      |
| 20     | Russland           | 0    | 1      | 0      | 1      |
| 20     | Vereinigte Staaten | 0    | 1      | 0      | 1      |
| 22     | Finnland           | 0    | 0      | 2      | 2      |
| 22     | Spanien            | 0    | 0      | 2      | 2      |
| Gesamt | Gesamt             | 44   | 44     | 44     | 132    |